# روزشمار حمله به کوی دانشگاه تهران (۱۳۷۸)
روزشمار حمله به کوی دانشگاه تهران (۱۳۷۸) به‌صورت جزءبه‌جزء اعتراضات دانشجویی، حوادث و واکنش‌های بعد از آن را روایت می‌کند که از ۱۷ تیر ۱۳۷۸ آغاز شد.

## ۱۷ تیر
جمعی از دانشجویان دانشگاه تهران از ساعت ۱۰ شب دراعتراض به توقیف روزنامه سلام و تصویب لایحه اصلاح قانون مطبوعات در مقابل کوی دانشگاه تهران در خیابان کارگر شمالی تجمع کردند. این دانشجویان که تعداد آنها حدود ۲۰۰ نفر بود پس
از تجمع در داخل کوی دانشگاه، به سمت تقاطع " جلال آل احمد " حرکت کردند و باسردادن شعارهایی مراتب اعتراض خود را اعلام کردند.

## ۱۸ تیر

### نیمه‌شب
- طبق اعلام بهاء الدین شیخ الاسلام سخنگوی وزارت کشور دانشجویان پس از راهپیمایی در خیابان جلال آل احمد بامداد ۱۸ تیر «به کوی دانشگاه برمیگردند و تجمع می‌کنند. در همین حال عده ای با لباس شخصی، از کوچه‌های اطراف شروع به حمله با سنگ به دانشجویان می‌کنند، که این مسئله باعث تحریک دانشجویان و پیوستن تعداد جدیدی به آنها می‌شود. درگیری تا ساعت ۴/۳۰ بامداد ادامه پیدا می‌کند که در این هنگام نیروی انتظامی وارد خوابگاه دانشجویان می‌شوند و در نتیجه تعدادی از دانشجویان مجروح و تعدادی دیگر دستگیر گردیده و خساراتی به خوابگاه وارد می‌شود»[۲]

### صبح
- صبح این روز شورای تأمین استان تهران برای رسیدگی به حادثه تشکیل می‌گردد و در این جلسه قرار بر این می‌شود که کلیه دانشجویان دستگیر شده آزاد شوند.[۳]
- وزارت فرهنگ و آموزش عالی در اطلاعیه‌ای اعلام کرد تظاهرات جمعی از دانشجویان «با مداخله خشونت‌آمیز نیروی انتظامی به حادثه ای تلخ و تاسف بار تبدیل شد، که هرگز نمی‌توان وقوع ان را در نظام اسلامی و انقلابی پذیر فت» در اطلاعیه بر «پیگیری برای تعقیب آمران و عاملان این حادثه» تأکید شد.[۴]

### ظهر
نماز جمعه تهران به امامت احمد جنتی در دانشگاه تهران برگزار شد.

### عصر
- سید عبدالواحد موسوی لاری وزیر کشور، مصطفی معین وزیر فرهنک و آموزش عالی، محمد فرهادی وزیربهداشت، شفیعی معاون وزارت اطلاعات و سید مصطفی تاج‌زاده معاون وزیر کشور از بعدازظهر روز جمعه در کوی دانشگاه حضور یافتند و با دانشجویان گفتگو کردند.[۶]
- نیروی انتظامی ورودی‌های خیابان‌های اطراف منطقه را مسدود کرد.[۷]

## ۱۹ تیر

### ادامه اعتراضات در دانشگاه تهران
- شماری از دانشجویان دانشگاه‌های تهران با تجمع در مقابل سردر دانشگاه تهران، خواستار رسیدگی فوری به وقایع اخیر کوی دانشگاه شدند.[۸]
- جمعی از دانشجویان درمقابل دانشگاه تهران تحصن برگزار کردند. مجازات عاملین درگیری اخیر و آزادی تمامی دانشجویان دستگیر شده از اهم خواسته‌های دانشجویان بود.[۹]
- بعد از ظهر این روز جمعی از دانشجویان متحصن در کوی دانشگاه تهران از کوی دانشگاه خارج و وارد خیابان کارگر شمالی شدند. دانشجویان درحالیکه شعارهایی در محکومیت حمله اخیر می‌دادند، به سمت جنوب خیابان کارگر شمالی حرکت کردند.[۱۰]
- مهدی کروبی دبیر مجمع روحانیون مبارز شامگاه این روز با حضور در مسجد کوی دانشگاه تهران، دانشجویان را به آرامش دعوت کرد.[۱۱]
- فدراسیون قایقرانی در اطلاعیه ای مرگ یکی از ورزشکاران دانشجوی این رشته ورزشی در جریان حوادث اخیر کوی دانشگاه تهران را تکذیب کرد.[۱۲]

### تجمع در دانشگاه تبریز
تعدادی از دانشجویان دانشگاه تبریز در محوطه این دانشگاه دست به تظاهرات آرام زدند. این تعداد از دانشجویان در راهپیمایی خود ضمن دادن شعارهایی از مسئولین درخواست کردند عاملان این حوادث را معرفی و به کیفر برسانند.

### تجمع در دانشگاه گیلان
گروهی از دانشجویان دانشگاه گیلان در اعتراض به واقعه اخیر دانشگاه تهران، در محل دانشکده علوم پایه رشت تجمع کردند. این دانشجویان " حمله نیروی انتظامی به دانشجویان " محکوم کردند.

### جلسه شورای عالی امنیت ملی
جلسه شورای عالی امنیت ملی به ریاست رئیس‌جمهور پیش از ظهر تشکیل شد. دبیر خانه شورای عالی امنیت ملی در اطلاعیه‌ای مهم‌ترین تصمیمات را اینگونه ذکر کرد که:
1. محکومیت این حادثه از سوی دیبرخانه شورا
2. شناسایی و برخورد قاطع با گروه‌های فشار و عزل و برخورد با مقام دستوردهنده ورود نیروی انتظامی به کوی دانشگاه
3. جبران کلیه خسارات مادی و معنوی به دانشجویان
4. آزادی کلیه بازداشت شدگان
5. درخواست از دانشجویان برای حفظ آرامش و پیگیری از روش‌های قانونمند

### اطلاعیه نیروی انتظامی
روابط عمومی ناحیه انتظامی تهران بزرگ، با انتشار اطلاعیه‌ای، اجتماع دانشجویان را غیرقانونی و برهم زدن نظم عمومی همراه با شعار علیه مقدسات و مسئولین اعلام کرد. طبق این اطلاعیه برخورد با دانشجویان پس از تذکر مکرر و با دستور مقامات مافوق بوده‌است.

### واکنش نهادهای دانشگاهی
- هیئت رئیسه دانشگاه تهران با صدور بیانیه ای ادامه کار خود را منوط به "اعاده حیثیت از جایگاه، شان و هویت دانشجویان آسیب دیده"، " آزادی دانشجویان " و" برکناری فوری فرمانده نیروی انتظامی که در حمله اخیر به کوی دانشگاه دست داشته‌است " اعلام کرد.[۱۸]
- روسای دانشگاه‌های علوم پزشکی تهران، بهشتی و ایران حادثه کوی دانشگاه را محکوم کردند.[۱۹]
- شورای نمایندگان مقام معظم رهبری در دانشگاه‌ها در بیانیه‌ای اعلام کرد «حمله تعدادی از افراد نیروی انتظامی و عناصر غیر مسوول به کوی دانشگاه تهران به بهانه جلوگیری از تجمع بدون مجوز در خیابان و ضرب و شتم جمعی از دانشجویان از جمله برخی از دانشجویان شاهد و ایثارگر در محل استراحتشان که منتهی به مجروح شدن تعدادی از دانشجویان و دستگیری جمع بیشتری از آنان گردیده‌است، بشدت محکوم می‌باشد.»[۲۰]
- شورای مرکزی انجمن اسلامی دانشجویان دانشگاه‌های شیراز و علوم پزشکی در اطلاعیه ای، ضمن محکوم کردن حوادث خوابگاه‌های کوی دانشگاه، یک هفته عزای عمومی اعلام کرد.[۲۱]

### واکنش نهادها، احزاب و گروه‌های سیاسی
- روابط عمومی گروه انصار حزب‌الله با صدور اطلاعیه ای دخالت در درگیری‌های خونین کوی دانشگاه را قویا تکذیب کرد.[۲۲]
- شورای اسلامی شهر تهران در جلسه فوق‌العاده ضمن ابراز تاسف از بروز حادثه در کوی دانشگاه، این حادثه را محکوم کرد.[۲۳]
- سید عبدالکریم موسوی اردبیلی از مراجع تقلید در اطلاعیه ای حوادث کوی دانشگاه تهران را محکوم کرد.[۲۴]
- جبهه مشارکت ایران اسلامی در بیانیه‌ای خواستار تأمین حقوق شهروندان از جمله دانشگاهیان و نیز شناسایی کلیه عاملان، مسببان و مجریان حمله به کوی دانشگاه و برکناری فرمانده نیروی انتظامی و برخورد قانونی ومحاکمه فرماندهان مسئول درنیروی انتظامی شد.[۲۵]
- سازمان مجاهدین انقلاب اسلامی در اطلاعیه‌ای اعلام کرد اعلام کرد «حمله ددمنشانه نیروهای انتظامی و انصار استبداد به خوابگاه دانشگاه تهران و ضرب و شتم وحشیانه دانشجویان نمی‌تواند اقدامی خودسرانه و ناشی از یک تصمیم شخصی باشد»[۲۶]
- حزب کارگزاران سازندگی در اطلاعیه ای نسبت به عواقب «تهاجم خودسرانه و خشونت بار بخشی از نیروهای انتظامی و گروه‌های فشار» به خوابگاه دانشجویان دانشگاه تهران هشدار داد.[۲۷]

## ۲۰ تیر

### ادامه اعتراضات در دانشگاه تهران
- جمعی از دانشجویان دانشگاه‌های تهران در اعتراض به وقایع اخیر کوی دانشگاه تهران از ساعت ۱۱ صبح در محل کوی دانشگاه تجمع کردند.[۲۸] اجتماع دانشجویان با قرائت قرآن توسط یکی از آنان آغاز شد و در ادامه با سر دادن شعارهایی از مسئولان خواستار رسیدگی در خصوص وقایع اخیر کوی دانشگاه شدند.[۲۹]
- عبدالله نوری وزیر سابق کشور و رئیس شورای شهر تهران با حضور در کوی دانشگاه، در میان دانشجویان معترض حضور یافت.[۳۰]

### تظاهرات دانشجویی در تبریز
- محمد جواد فرهنگی بستان آبادی از طلاب حوزه علمیه تبریز در این درگیری، با شلیک سلاح گرم جان باخت.[۳۱]

### تجمع اعتراضی در دانشگاه‌ها
- دانشگاه مشهد: گروهی از دانشجویان دانشگاه‌های فردوسی مشهد و علوم پزشکی خراسان پیش از ظهر یکشنبه در اعتراض به وقایع کوی دانشگاه تهران در مشهد اجتماع کردند.
- دانشگاه اصفهان: دانشجویان دانشگاه‌های اصفهان و علوم پزشکی اصفهان در اعتراض به حادثه خشونت بار کوی دانشگاه تهران، در مقابل سلف دانشگاه اصفهان اجتماع اعتراض آمیزی بر پا کردند.
- دانشگاه علوم پزشکی شیراز: عده ای از دانشجویان شیراز با اجتماع در دانشگاه علوم پزشکی این شهر خواستار محاکمه عاملان حمله به دانشجویان کوی دانشگاه تهران شدند.
- دانشگاه بوعلی سینا: گروهی از دانشجویان و اساتید دانشگاه بوعلی سینا و علوم پزشکی همدان روز یکشنبه در یک تجمع، اعتراض خود را نسبت به " شکسته شدن حریم دانشگاه تهران " اعلام کرده و خواستار مجازات مسببین این واقعه شدند.[۳۲]

### اطلاعیه شورای عالی امنیت ملی
دبیرخانه شورای عالی امنیت ملی در بیانیه‌ای نتایج گزارش گروه کاری تعیین شده برای رسیدگی به حوادث اخیر کوی دانشگاه تهران را اعلام کرد:
1. هیچ دانشجویی کشته نشده‌است
2. تنها متوفی این حوادث، افسر وظیفه عزت‌الله ابراهیم‌نژاد است که روزهای تعطیل را در خوابگاه و در کنار دوستانش می‌گذرانده‌است.
3. تمامی بازداشت شدگان که تعداد آنها ۲۰۰ نفر بودند، آزاد شدند
4. تیراندازی نیمه شب جمعه ۱۸ تیر بیانگر یک حرکت کاملاً مشکوک است. در این تیراندازی که با شلیک سه تیر از یک کلت کمری صورت گرفته، یک افسر نیروی انتظامی، یک دانشجو و یک شهروند مجروح شده‌اند.
5. سرتیپ احمدی و معاون وی عزل شده و در اختیار مقام قضایی قرار گرفتند

### واکنش مقامات
- هیئت دولت در واکنش به حوادث کوی دانشگاه ابراز امیدواری کرد که با همدلی و همکاری جدی در قوای مختلف، مسئله گروه‌های فشار و عوامل خشونت مورد شناسایی دقیق و برخورد قاطع قرار بگیرد.[۳۴]
- رئیس‌جمهور، استعفای وزیر فرهنک و آموزش عالی ایران را نپذیرفت و از تلاشهای مصطفی معین و سایر مسئولان در آرام کردن فضای متشنج کوی دانشگاه تهران تقدیر کرد.[۳۵]
- سید منصور خلیلی عراقی رئیس دانشگاه تهران با ارسال نامه ای به وزیر فرهنک و آموزش عالی از سمت خود استعفا کرد.[۳۶]
- محسن انصاری جانشین فرمانده کل نیروی انتظامی ورود نیروی انتظامی به کوی دانشگاه را «بدون اعلام دستور» و «خودسر» اعلام کرد. انصاری از معرفی ۲ نفر از فرماندهان نیروی انتظامی تهران به دلیل عدم کنترل یگان تحت امر به دبیرخانه شورای عالی امنیت ملی خبر داد.[۳۷]
- محمد یزدی رئیس قوه قضائیه در رابطه با حوادث کوی دانشگاه گفت «قوه قضائیه در جهت مصوبه دبیرخانه شورای امنیت ملی در مورد محاکمه مجرمان کوتاهی نخواهد کرد»[۳۸]
- کمیسیون فرهنگ و آموزش عالی مجلس شورای اسلامی وقایع کوی دانشگاه، ورود نیروی انتظامی به محوطه دانشگاه و ضرب و شتم دانشجویان را محکوم کرد.[۳۹]

### واکنش نهاد و گروه‌های سیاسی
- یوسف صانعی از مراجع تقلید حوزه علمیه قم با صدور بیانیه ای ضمن محکوم کردن وقایع اخیر کوی دانشگاه، خواستار رسیدگی و مجازات عاملان این حادثه شد.[۴۰]
- بسیج دانشجویی دانشگاه تهران و علوم پزشکی تهران با صدور اطلاعیه ای وقایع اخیر کوی دانشگاه و ورود نیروی انتظامی به محوطه دانشگاه را محکوم کرد.[۴۱]
- هیئت رئیسه دانشگاه شیراز در بیانیه‌ای حمله به کوی دانشگاه تهران را محکوم کرد.[۴۲]

## ۲۱ تیر

### ادامه اعتراضات در اطراف دانشگاه تهران
- جمعی از دانشجویان از صبح در محوطه دانشگاه تهران تجمع اعتراضی برگزار کردند.
- جمعی از اعضای هیئت علمی، دانشجویان و کارکنان دانشگاه تهران از صبح این روز در مسجد دانشگاه تحصن کردند.[۴۳]
- اجتماع دانشجویان در مقابل درب ورودی دانشگاه به دلیل «انفجار یک وسیله آتش‌بازی» متشنج شد.[۴۴]
- گروهی از دانشجویان دانشگاه را ترک کرده و راهپیمایی برگزار کردند. این راهپیمایی در میدان ولی‌عصر با دخالت پلیس و شلیک گاز اشک‌آور همراه شد. در این درگیری، یکی از خودروهای پلیس به آتش کشیده شد.[۴۵]
- به گزارش خبرگزاری ایرنا هلی‌کوپترهای پلیس با پرواز بر فراز میدان ولی عصر، به هدایت نیروهای زمینی و کنترل اوضاع پرداختند.[۴۶]

### تجمع اعتراضی در دانشگاه‌ها
- دانشگاه ارومیه: جمعی از دانشجویان دانشگاه ارومیه و دانشگاه علوم پزشکی، عصر روز دوشنبه، در مقابل ورودی دانشگاه ارومیه، تجمعی برگزار کردند. در این اجتماع، که با مجوز فرمانداری ارومیه تشکیل شد، دانشجویان با دادن شعارهایی خواستار معرفی عاملان و آمران حمله به کوی دانشگاه شدند. تعدادی از دانشجویان در یک حرکت اعتراضی پیراهن‌های سیاه پوشیده و سربندهای سیاه پوشیده بودند. در این تجمع شعارهایی نیز علیه صدا و سیما داده شد.[۴۷]
- دانشگاه علوم پزشکی مشهد: گروهی از دانشجویان دانشگاه‌های مشهد در اعتراض به حوادث کوی دانشگاه، در محوطه دانشکده علوم پزشکی این شهر، تجمع کردند. دانشجویان سپس مسیر دانشکده علوم پزشکی مشهد تا میدان تقی‌آباد را با دادن شعارهایی پیمودند.[۴۸]
- دانشگاه زنجان: جمع از دانشجویان دانشگاه زنجان با برگزاری تجمع اعتراضی، شعارهایی در محکومیت واقعه اخیر کوی دانشگاه سردادند. این دانشجویان، سپس در خیابان منتهی به دانشگاه آزاد زنجان دست به راهپیمایی زدند.[۴۹]
- دانشگاه یزد: جمعی از دانشجویان دانشگاه یزد در این دانشگاه تجمع کردند. اجتماع اعتراض آمیز دانشجویان که با سردادن شعارهایی همراه بود، حدود دو ساعت به طول کشید
- دانشگاه بوعلی سینا: جمعی از دانشجویان دانشگاه بوعلی سینای همدان با تجمع در محوطه این دانشگاه، برای دومین روز «حمله نیروهای انتظامی به کوی دانشگاه» را محکوم کردند.
- دانشگاه علوم پزشکی لرستان:گروهی از دانشجویان دانشگاه علوم پزشکی لرستان با اجتماع در سالن اجتماعات این دانشگاه، حوادث کوی دانشگاه را محکوم کردند.
- دانشگاه شاهرود: جمعی از دانشجویان دانشگاه شاهرود در اعتراض به وقایع اخیر کوی دانشگاه اقدام به برپایی یک نشست در محل مسجد این دانشگاه کردند.[۵۰]

### سخنرانی رهبر جمهوری اسلامی
سید علی خامنه‌ای رهبر جمهوری اسلامی در دیدار اقشار مختلف مردم، از حوادث اخیر کوی دانشگاه به عنوان حادثه ای غیرقابل قبول در جمهوری اسلامی یاد کرد.

### واکنش مقامات
- محمد خاتمی رئیس‌جمهور ایران، در دیدار وزیر فرهنگ و آموزش عالی و معاونان این وزارتخانه، حوادث اخیرکوی دانشگاه را از تلخ‌ترین وقایع جامعه و نظام جمهوری اسلامی دانست.[۵۲]
- وزارت فرهنگ و آموزش عالی در اطلاعیه‌ای نسبت به «سوء استفاده احتمالی عناصر و جریان‌های مغرض و منحرف از احساسات پاک دانشجویان» هشدار داد.[۵۳]
- رئیس دانشگاه تهران با صدور اطلاعیه‌ای گفت «عده ای در صدد سوءاستفاده از حرکت به حق دانشجویی هستند.»[۵۴]
- نیروی مقاومت بسیج سپاه پاسداران، عصر این روز، در نامه ای به رهبر جمهوری اسلامی، حوادث ناگوار کوی دانشگاه تهران و اهانت به حریم علم و دانش و ضرب و شتم عده ای جوان دانشجوی بیگناه را محکوم کرد.[۵۵]
- هیئت رئیسه دانشگاه اصفهان، با صدور بیانیه ای از مصوبات شورای عالی امنیت ملی حمایت کرد و خواهان پیگیری جدی حادثه تاسف بار کوی دانشگاه شد.[۵۶]
- نماینده ولی فقیه و استاندارآذربایجان شرقی در بیانیه‌ای مشترک ناآرامیهای دانشگاه تبریز را محکوم کرده و آن را به «افراد معاند و ماجراجو» نسبت دادند.[۵۷]
- اعضای کمیته رسیدگی به مسائل اخیر کوی دانشگاه در نشست خود که با حضور رئیس جمهو برگزار شد، گزارشی از فعالیتها و تصمیمات اتخاذ شده را به اطلاع وی رساندند.[۵۸]
- فرمانداری تهران در اطلاعیه‌ای اعلام کرد سه‌شنبه ۲۲ تیر به هیچ گروه و تشکلی مجوز تجمع و راهپیمایی داده نشده و هرگونه راهپیمایی غیرقانونی است.[۵۹]

## ۲۲ تیر

### درگیری در اطراف دانشگاه تهران
- حوالی ظهر گزارش‌های مختلفی از تجمع در اطراف دانشگاه تهران از جمله میدان انقلاب، خیابان آزادی، خیابان فخررازی گزارش شد. در مرکز تهران هم گزارش‌های از آتش‌سوزی ۳ بانک و یک اتوبوس شرکت واحد وجود دارد.[۶۰]
- یک فروند هلی کوپتر پلیس بر فراز محوطه تظاهرات پرواز کرد و اطلاعیه‌های دولت مبنی بر غیرقانونی بودن هر گونه اجتماعات و تظاهرات از طریق بلند گو اعلام شد.[۶۱]

### گفتگوی تلویزیونی رئیس‌جمهور
سید محمد خاتمی رئیس‌جمهور ایران در یک گفتگوی تلویزیونی از مقابله با درگیری‌های اطراف دانشگاه تهران و «آشوب‌طلبان» خبر داد و اعلام کرد «به خاطر سیاستهای دولت و مصالح نظام می‌کوشیم که با این خشونت‌ها با خشونت برخورد نشود»

### لغو تمامی فراخوان تجمع
- فراخوان اعلامی ۱۵ تشکل سیاسی از جمله دفتر تحکیم وحدت، جبهه مشارکت، حزب کارگزاران و خانه کارگر برای تجمع در مقابل دانشگاه تهران لغو شد.[۶۳]
- تجمع بسیج دانشجویی دانشگاه تهران که قرار بود ۲۲ تیر برگزار شود، به دلیل عدم موافقت وزارت کشور لغو شد.[۶۴]

### واکنش مقامات، نهادها و گروه‌های سیاسی
- علی شمخانی وزیر دفاع و عضو شورای عالی امنیت ملی اعلام کرد «از فردا به هر قیمت ممکن امنیت کامل مردم تأمین خواهد شد.»[۶۵]
- دبیرخانه شورای عالی امنیت ملی در اطلاعیه‌ای حفظ قانون و وحدت شعار و کلمه در راهپیمایی ۲۳ تیر را توصیه کرد. در این اطلاعیه به «اخلالگران» هشدار برخورد داده شد.[۶۶]
- سازمان عقیدتی سیاسی نیروی انتظامی با صدور بیانیه ای ضمن ابراز تاسف از حادثه تلخ و دردناک کوی دانشگاه اعلام کرد این نیرو از هر گونه راهپیمایی که بدون مجوز وزارت کشور صورت گیرد، جلوگیری خواهد کرد.[۶۷]
- دبیرخانه مجلس خبرگان با انتشار بیانیه ای وقایع اخیر کوی دانشگاه را محکوم و بر ریشه یابی کامل این حادثه " تا خشکاندن ریشه‌های آن " تأکید کرد.[۶۸]
- هیئت رئیسه مجلس شورای اسلامی با انتشار بیانیه ای اقدام خودسرانه و ناروای حمله به خوابگاه دانشگاه تهران را تقبیح کرد و خواستار مجازات عاملین پیدا و پنهان آن شد.[۶۹]
- شورای سیاستگذاری ائمه جمعه سراسر ایران، با صدور بیانیه ای ضمن اظهار همدردی با دانشجویان و آسیب دیدگان حوادث اخیر نسبت به وقایع اسف باری که توسط «افراد فرصت طلب و باانگیزه ایجاد آشوب» صورت می‌گیرد، هشدار داد.[۷۰]
- جامعه روحانیت مبارز تهران با انتشار اطلاعیه ای با ابراز همدردی با دانشجویان، بویژه دانشجویانی که مورد ضرب و شتم قرار گرفته اندـ این «رفتار غیراسلامی و غیرانسانی» را شدیداً محکوم کرد.[۷۱]
- مدیریت دانشگاه صنعت نفت، نهاد نمایندگی رهبری، انجمن اسلامی و بسیج دانشجویی این دانشگاه با انتشار بیانیه‌های جداگانه حمله به کوی دانشگاه را محکوم کردند.[۷۲]
- مجمع روحانیون مبارز با انتشار اطلاعیه ای از عموم اقشار مردمی خواست تا با هوشیاری کامل با همکاری نیروهای امنیتی و انتظامی موجبات آرامش و امنیت را در تهران و سایر مراکز برقرار سازند.[۷۳]